# Joom
Joom是一家跨国电子商务和金融科技集团企业。Joom集团成立于2016年6月，总部位于拉脱维亚的里加，并在中国大陆、香港、美国、德国和卢森堡设有办事处。Joom集团目前的业务涵盖5个不同板块。

## 概览
Joom零售平台（Joom Marketplace）
Joom零售平台（B2C）是一个通过电子商务网站及移动应用程序销售来自亚洲和欧洲商品的线上购物平台，该业务于2016年在拉脱维亚里加正式推出。
Joom的应用程序于2017年在法国，西班牙，德国推出。
Joom是2018年欧洲下载量最大的购物应用程序，安装量超过5600万。
截至2020年底，Joom应用程序在欧洲地区的下载量达到了1.5亿次 。
2021年Joom加入了产品安全承诺计划， 这是一项与欧盟成员国合作，并从其境内网站上删除危险类型产品的协议。
截至2022年初，Joom在全球拥有超过4亿用户，遍及iOS、Android和网页端，每月有2500万活跃用户和2000万活跃买家。
俄乌冲突发生后，Joom是首批恢复向乌克兰运送货物的平台之一。
自2022年以来，Joom一直在支持拉脱维亚Atis Kronvalds基金会的 "人才发展排名"。
Joom物流（Joom Logistics）
Joom物流是一项为跨境电子商务企业提供物流、技术和基础设施支持的服务，于2018年推出。2021年，Joom物流在欧洲和韩国推出了物流服务，同时在中国香港和土耳其伊斯坦布尔设立了物流枢纽（2019年6月Joom物流就出现在土耳其市场了）。
Joom支付（Joompay）
2019年，Joom推出了Joom支付，这是一项针对欧洲日常金融交易的金融科技服务。Joom支付于2020年11月在公司所在的卢森堡取得许可证。  2021年，Joom支付正式推出欧盟移动支付应用程序。
2020年12月，Joom支付成为Visa卡组织的主要会员。
Joom支付由Secteur Financier委员会监管。 
该服务的大多数客户位于法国，西班牙和德国。
2021年3月，Joom支付与验证商Veriff开始合作。
自2022年2月以来，Joompay一直积极支持在欧洲的乌克兰难民，为他们提供免费的欧洲即时支付账户。 该服务由Joom与Veriff共同开发。
2022年Joom支付服务用户数达到了25万。同年，Joom支付开始与Banking Circle支付银行合作。
Joom批发平台（JoomPro）
2021年，Joom推出了跨境批发贸易（B2B）平台JoomPro。该服务允许同商家签订协议，事先规定成本和交货时间，并提供“单一窗口”模式--与客户的工作始终由一名客户经理负责，该经理同时负责在交付的所有阶段与进口商的交涉。
截至2021年，JoomPro拥有超过10万种商品，这些商品来自数十家中国供应商，类别包括电子、服装、家居用品等。JoomPro未来计划将商品的数量提高至数百万。
JoomPro提供“一站式解决方案”，提供供应商的订单处理、质量控制、中国仓库的储存、运往欧洲的物流、清关、认证和海关申报等一站式服务。Joompro还计划拓展更多品种，并与中国的工厂和制造商建立直接联系。
Onfy德国线上药店（Onfy）
Onfy是一个面向德国用户的医药零售平台。其前身为2021年以Joom Pharma Solutions GmbH为名义注册的线上药店，并在2022年以Onfy的名义面市。
Onfy的总部位于柏林。